# Ángel Castro Argiz
Ángel María Bautista Castro Argiz (* 5. Dezember 1875 in Láncara, Provinz Lugo, Spanien; † 21. Oktober 1956 in Birán, Kuba) war ein spanisch-kubanischer Großgrundbesitzer, der als Vater der Revolutionsführer und späteren kubanischen Präsidenten Fidel und Raúl Castro bekannt wurde.

## Leben
Die Kindheit verbrachte Ángel Castro in seinem Geburtsort Láncara, einer Stadt in der galicischen Provinz Lugo. Seine Familie war zu dieser Zeit sehr arm. Er wohnte zusammen mit seinen Eltern und fünf Geschwistern, von denen er der Zweitälteste war, in einem Haus mit einem einzigen Zimmer ohne Trennwände.
1895 kam er zuerst als Soldat des spanischen Militärs unter General Weyler im Unabhängigkeitskrieg nach Kuba und kämpfte dort gegen die kubanischen Aufständischen. Nach der spanischen Niederlage kehrte er zunächst nach Spanien zurück. Einige Jahre später (1906) kam er wieder nach Kuba, um sich hier niederzulassen. Bekannte beschrieben ihn als blitzgescheites Organisationstalent, als disziplinierten und harten Arbeiter, jedoch auch mürrisch, generös und humanitär.
Er schlug sich zunächst als Leiter eines Trupps von Gleisbauarbeitern durch und baute Schienenwege zwischen Zuckerfabriken und Eisenbahnknotenpunkten in der Nähe von Banes in der Provinz Oriente. Später gelang es ihm mit Hilfe vermögender Freunde, die ihm Kredit gewährten, Land in Birán zu kaufen, auf dem er Zuckerrohr anbaute. Zum Zeitpunkt seines Todes besaß er 777 Hektar Land. Weitere 9712 Hektar hatte er gepachtet.
1911 heiratete Ángel Castro seine erste Frau, María Argota Reyes, mit der er fünf Kinder hatte: Manuel Castro Argota (1913–1914), María Lila Perfidia Castro Argota, Pedro Emilio Castro Argota (* 1914), Antonia María Dolores Castro Argota (* 1915) und Georgina de la Caridad Castro Argota (* 1918).
1917 siedelte die Familie Ruz González aus der Gegend von Pinar del Río in diese Gegend. Mit einer jungen Frau aus dieser großen Familie, Lina Ruz González, die als Haushälterin in Ángel Castros Haus arbeitete, begann er eine Beziehung, aus der zwischen 1923 und 1938 weitere sieben Kinder entsprangen: Ángela, Ramón, Fidel, Raúl, Juana, Enma und Agustina. Er ehelichte sie aber erst im Jahr 1941, 1943 erkannte er auch die aus dieser Beziehung entstandenen Kinder an. 1941 wurde Castro auf Antrag Kubaner, seine spanische Staatsangehörigkeit legte er gleichzeitig ab.
Des Weiteren gilt es als erwiesen, dass er Fidels Geburtsdatum um ein Jahr nach vorne verlegte, um diesem die Aufnahme in eine Schule ermöglichen zu können.

## Tod
Er starb in seinem Heimatort Birán an einer Darmblutung, nur 42 Tage vor der Landung der Revolutionäre in Los Cayuelos in der heutigen Provinz Granma am 2. Dezember 1956. Nach seinem Tod führte sein Sohn Ramón seine Farm weiter, dieser pflegte ihn auch schon bis zu seinem Tod. Allerdings wurde die Farm relativ kurz nach der Regierungsübernahme durch Fidel 1959 im Rahmen der Landreform enteignet.